# 白额雁

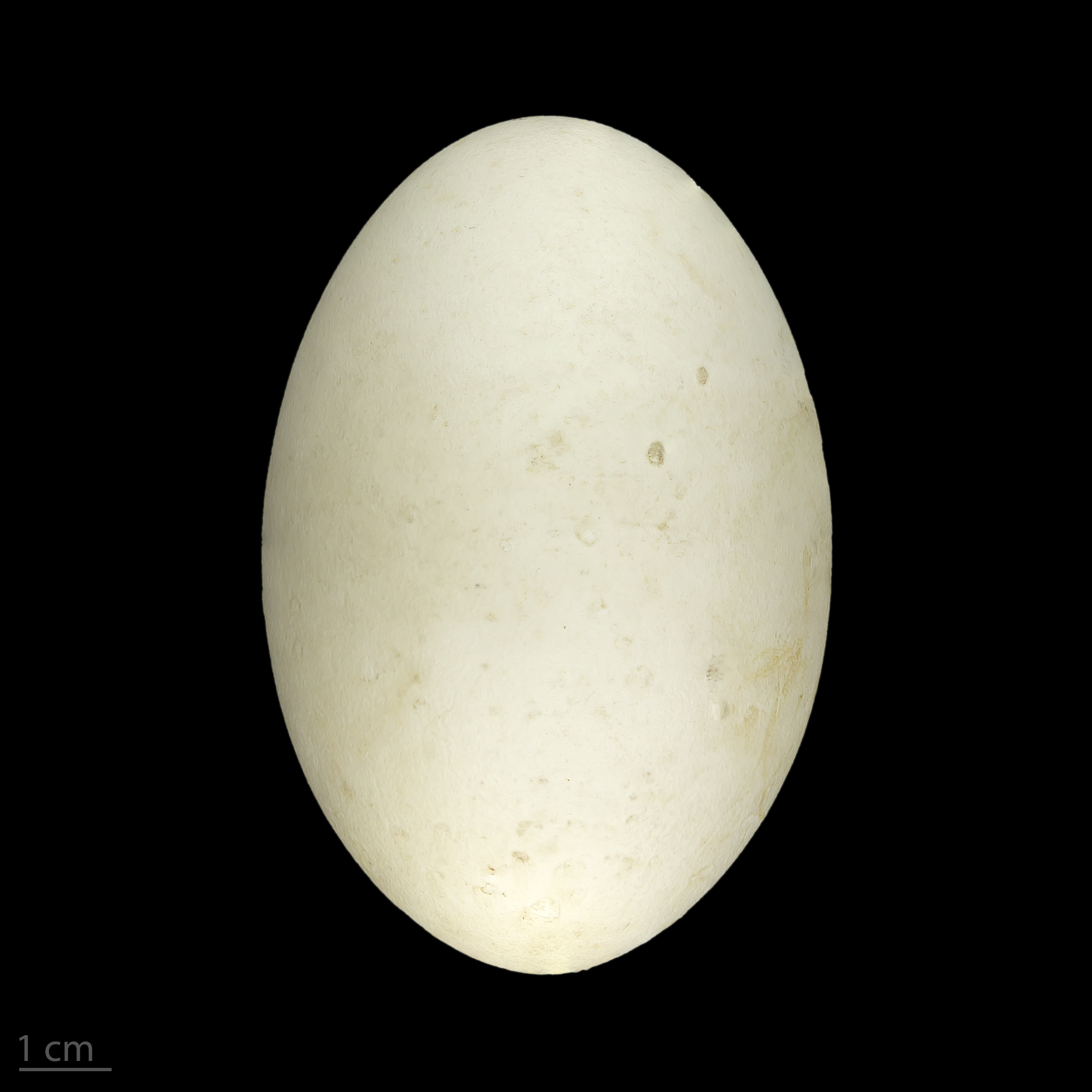
白額雁的蛋

白额雁（学名：Anser albifrons）为鸭科雁属的鸟类，俗名花斑雁、明斑雁、大雁。是一種與較小的小白額雁（A. erythropus）密切相關的雁類物種。白額雁是遷徙侯鳥，在加拿大北部、阿拉斯加、格陵蘭和俄羅斯繁殖，冬季則遷徙到北美、歐洲和亞洲更南的地區。在英國和愛爾蘭，它被稱為白額雁（white-fronted goose）; 在北美，它被稱為大白額雁（greater white-fronted goose）（或 "greater whitefront"），這個名稱也越來越多地被國際上採用。成鳥胸部的鹽和胡椒色斑點更為顯著，因此在北美它被俗稱為 "specklebelly"。
此種列入中国国家二级重点保护野生动物名录中。

## 分類
它因其喙基部周圍的一圈白色羽毛而得名：albifrons 來自拉丁語的 albus "白色" 和 frons "額頭"。

### 亞種
白額雁分為五個亞種。
- 白额雁指名亚种（学名：Anser albifrons albifrons）。分布于西伯利亚、北美洲、欧亚大陆、墨西哥、日本以及中国各地，多见于湖泊。在俄羅斯遠北地區繁殖，並在歐洲和亞洲南部及西部過冬。该物种的模式产地在意大利北部[4]。

北美北部有三個分布範圍有限的亞種：
- 白額雁甘伯爾亞種（学名：Anser albifrons gambeli）在加拿大西北部內陸繁殖並在墨西哥灣沿岸過冬，比指名亞種略大。
- 白額雁太平洋亞種（学名：Anser albifrons frontalis）
- 白額雁阿拉斯加亞種（学名：Anser albifrons elgasi）

太平洋亞種跟阿拉斯加亞種都在阿拉斯加西南部繁殖，是所有亞種中體型最大、喙最長的，這兩個亞種都在加利福尼亞州過冬。這些亞種在羽毛上非常相似，只在體型上有所不同。
- 白額雁格陵蘭亞種（学名：Anser albifrons flavirostris）是非常獨特的白額雁，在格陵蘭西部繁殖，全身顏色更深，尾巴僅有非常狹窄的白色尖端（其他亞種的白色更寬），腹部有更多黑色條紋，通常具有橙色（而不是粉紅色）的喙。它在愛爾蘭和蘇格蘭西部過冬。

在西伯利亞最東端到北極加拿大繁殖，在美國和日本過冬的白額雁，根據它們略大的體型和稍長的喙被描述為A. a. frontalis。另一個假定的東亞亞種（A. a. albicans）也已被描述。一項2012年的研究發現frontalis和albicans不值得亞種地位，前者被與gambeli同義化，後者與指名亞種同義化；這項研究發現這些形態是在過冬地從未知繁殖地的標本中命名的。
2002年進行的生態研究表明，格陵蘭白額雁應該與A. albifrons分開考慮為一個獨立的物種。特別有趣的是其異常長的親代照顧和關聯期，可能持續數年，甚至包括祖父母的照顧，這在雁形目中可能是獨一無二的。

## 特征
白額雁長度為64—81 cm（25—32英寸），翼展為130—165 cm（51—65英寸），重1.93—3.31（4 磅 4 oz—7 磅 5 oz）。
它們比灰雁小。除了比小白額雁大外，白額雁還缺少該物種的黃色眼圈，且白色面斑不像小白額雁那樣向上延伸得那麼高。
雄性通常體型較大，雌雄外觀相似——灰褐色的鳥類，两性嘴基前额有白色横纹，头、颈和背部羽毛棕黑色，羽缘灰白色，尾羽亦棕黑色，羽缘白色，胸、腹部棕灰色，分布有不规则的黑斑，但该雁幼时无此黑斑，嘴基也无白纹。雌雄都有粉紅色的喙和橙色的腿和腳。
白額雁會發出多種聲音，但最引人注目的是模仿 "he-he" 聲音的高音嘎嘎聲。從第一聲嘎嘎聲到第二聲之間有明顯的音調變化。

### 歐洲和格陵蘭鳥類的差異
歐洲或俄羅斯白額雁的外觀（亞種albifrons）和格陵蘭白額雁的外觀（亞種flavirostris）（在不列顛群島越冬，有時會到達西北歐洲大陸），在多方面有所不同。無論在休息時還是飛行時，格陵蘭白額雁在所有羽毛狀態下看起來都比歐洲和亞洲白額雁更深色且更具“油性”。
以下是適用於第一冬羽的差異：
- flavirostris的背部和肩胛骨有狹窄而模糊的淺色邊緣，使鳥的上部看起來呈現統一的外觀，而albifrons有明顯的白色邊緣，形成明顯的條紋上部
- flavirostris的三級飛羽有模糊的淺色邊緣，而albifrons的這些淺色邊緣更明顯
- flavirostris的次級和中級上翼覆羽有狹窄、模糊的淺色邊緣，使翅膀看起來比較統一，而albifrons的這些邊緣顯著而寬闊，形成翼條
- flavirostris的大覆羽是深灰色，邊緣有狹窄的白色尖端，形成狹窄的翼條；而albifrons是藍灰色，邊緣有顯著的白色尖端，形成明顯的翼條
- flavirostris的脅線狹窄且為白色，而albifrons則寬且明亮的白色
- flavirostris的尾巴是深褐色，邊緣有非常狹窄的白色尖端和側邊；而albifrons是深灰色，白色尖端和側邊至少是相應部分寬度的兩倍
- flavirostris的喙是橙黃色，帶有黑色指甲，而albifrons的喙是鮮粉色，僅有一點黑色在指甲上；此外，flavirostris的喙較長，看起來比albifrons的更細

成鳥的腹部條紋在flavirostris上比在albifrons上平均更多，但兩種形式的個體變異使這一特徵作為識別特徵的用途有限。
成鳥格陵蘭白額雁的喙基部也是橙黃色的，但外半部可能更接近粉黃色，因此在顏色上與歐洲白額雁相近；在陰暗、平淡的光線下更容易辨別顏色差異，而不是在明亮的陽光下。
格陵蘭白額雁是保育關注對象。雖然大多數種群數量在增加，但格陵蘭種群在2000年代的前二十年中持續下降（在此之前的二十年中一直在增加）。這一下降的原因尚不完全清楚，但可能與更極端的天氣條件有關。

## 分布
分布于西伯利亚、北美洲极北部、欧洲、格陵兰岛、日本、印度、缅甸、里海、黑海、地中海、西至北美洲大部分地区、南以及中国黑龙江、辽宁、新疆、西藏、东部沿海各省至台湾、西至湖北、湖南等地，多栖息于湖泊。该物种的模式产地在意大利北部。

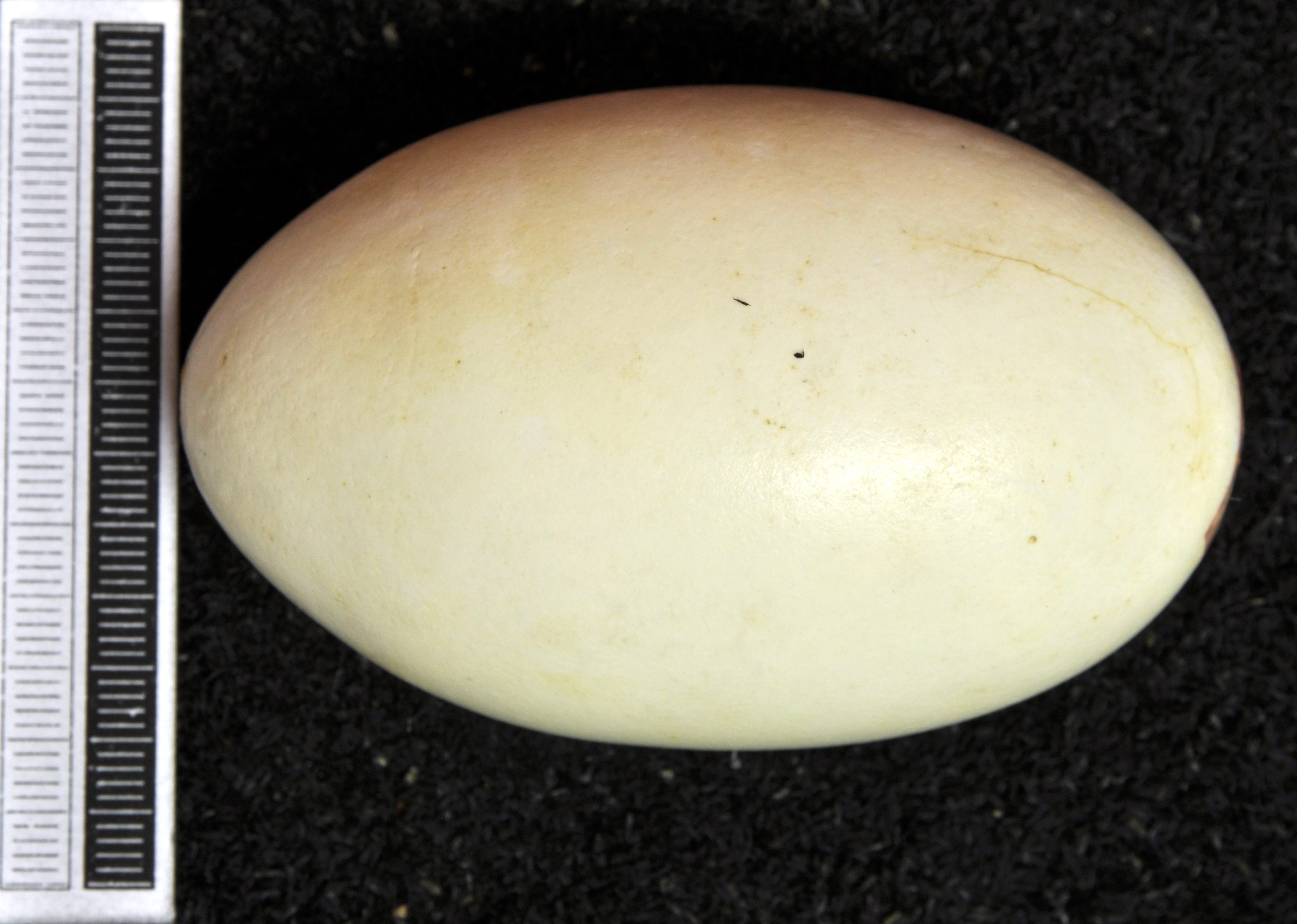
Egg, Collection Museum Wiesbaden

北美洲中部的白額雁甘伯爾亞種（A. a. gambeli）（2010 年秋季族群數量約 71 萬隻），在阿拉斯加北坡到加拿大西部和中部北極地區繁殖。 2010年美國太平洋海岸的太平洋白額雁約有65萬只， 而估計約有1萬只的阿拉斯加亞種在阿拉斯加西部築巢。中部種群在秋初聚集於西部薩斯喀徹溫省和東部亞伯達省的草原，花數週時間覓食，然後前往墨西哥灣附近的過冬區域，進入北部墨西哥。太平洋種群沿太平洋海岸南下遷徙，主要在俄勒岡南部和加利福尼亞北部的克拉馬斯盆地停留，最終在加利福尼亞的中央谷地過冬。阿拉斯加亞種自19世紀後半葉以來一直相對稀有，可能受到人類定居點破壞其過冬棲地的影響。
在不列顛群島，有兩個亞種在冬季過冬：格陵蘭種群在蘇格蘭和愛爾蘭，俄羅斯種群在英格蘭和威爾士。它們聚集在傳統的農田上，著名的一群聚集在英格蘭格洛斯特郡的WWT斯林布里奇。格陵蘭種群也在愛爾蘭過冬，從九月下旬到冬季，愛爾蘭是幾乎50%的格陵蘭白額雁種群的家。
A. a. albifrons和A. a. flavirostis是非洲-歐亞水鳥協議適用的分類單元之一。

## 行為和生態
天氣條件是影響白額雁年度繁殖成功的關鍵因素。在北極，築巢、孵蛋和撫育雛鳥至會飛行狀態的機會窗口很短，約三個月。白額雁在五月底或六月初到達，九月初開始離開去秋季停留區域。因此，延遲的融雪或晚春風暴會顯著降低鳥類的繁殖成功率。

### 遷徙的起源
北美中部白額雁在許多繁殖區有很多繁殖地，每個繁殖地的每個群體在遷徙時間和過冬地點上都有所不同。有六個繁殖地，包括內陸阿拉斯加、阿拉斯加北坡、西部西北地區、西部努納武特地區、中部努納武特地區和東部努納武特地區。這些空間差異導致白額雁在離開繁殖地時有不同的出發時間。內陸阿拉斯加的鳥類在秋季較早開始遷徙，飛得更南去過冬。由於它們的遷徙，白額雁在全國各地都被水鳥獵人追捕。

### 追踪技術
一種使用同位素識別個體遷徙飛行路徑的技術已經被開發出來。單隻遷徙鳥類上生長的不同類型羽毛可以用來追溯感染禽流感的個體鳥類的遷徙路徑，從而幫助找到可能感染的地區。這允許測量和標記受影響的區域。鳥羽的生長可以用作遷徙飛行期間營養攝入的時間表，了解感染的鳥類所經歷的路線，並確定該特定禽流感影響的區域。在遷徙飛行過程中，白額雁的羽毛會逐漸脫落，新羽毛生長（這一過程稱為換羽）。每個鳥類訪問的地點都有其獨特的元素同位素特徵（包括碳、氫、氮和硫），可以被遷徙鳥類通過攝入該地區的食物而吸收。這些同位素可以通過收集羽毛並進行熱燃燒分析來研究。由於不同類型的羽毛有不同的生長速度，生長速度可以用來確定每個同位素信號被吸收的大致時間。每個同位素信號反過來可以與雁可能覓食的不同環境中的特徵進行比較。

## 圖庫

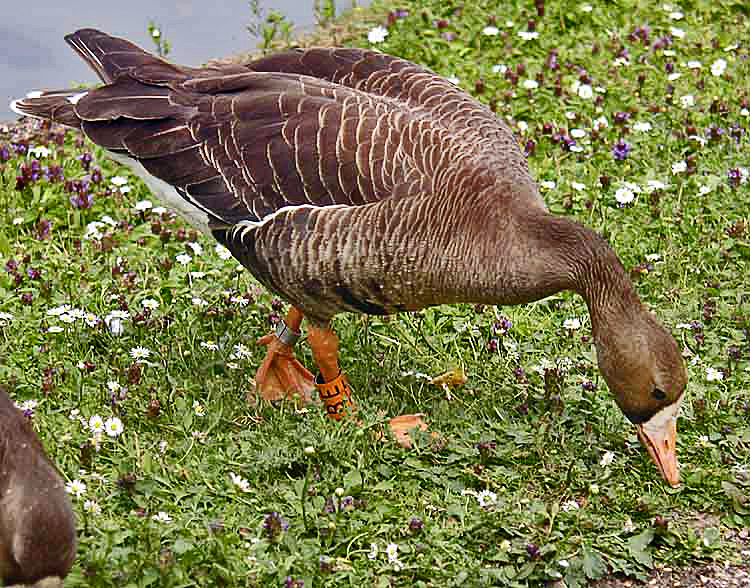
歐洲白額雁(A. a. albifrons) 攝於 斯林布里奇溼地中心
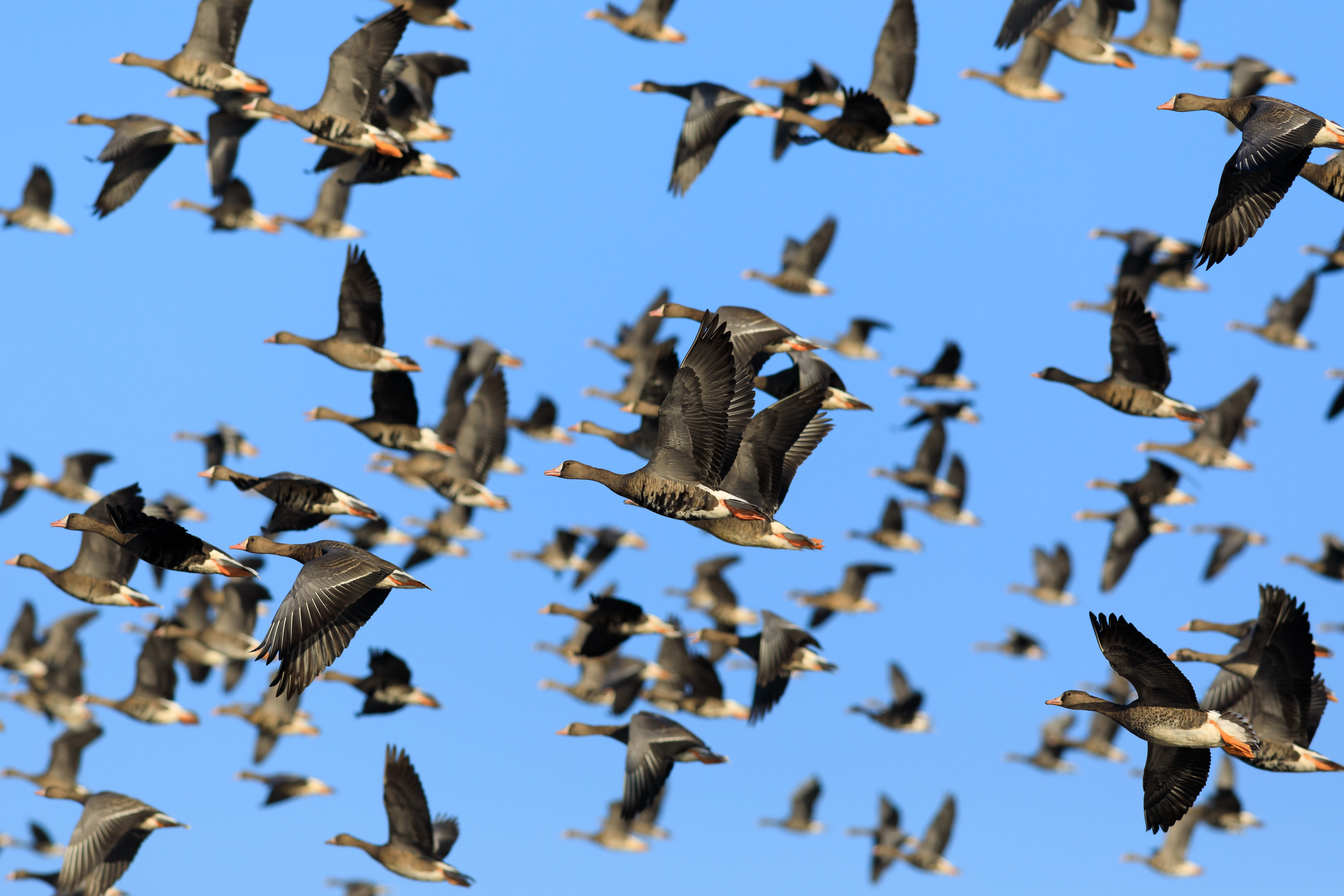
飛行中
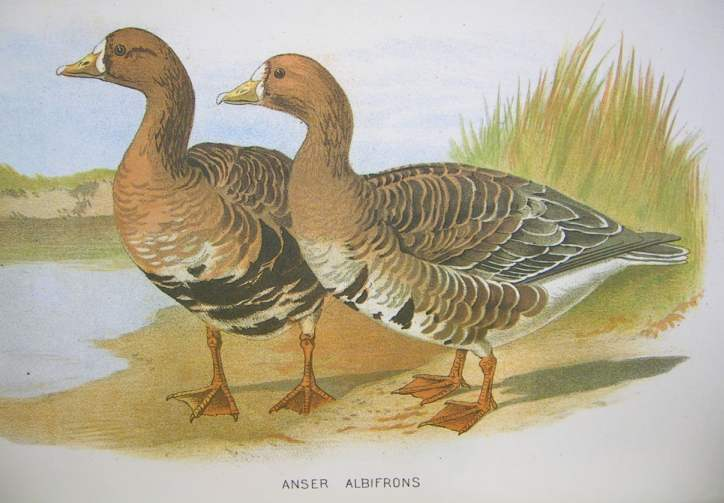
艾倫·奧克塔維恩·休謨和馬歇爾和著的 《印度、緬甸和錫蘭的獵鳥》一書中的插圖
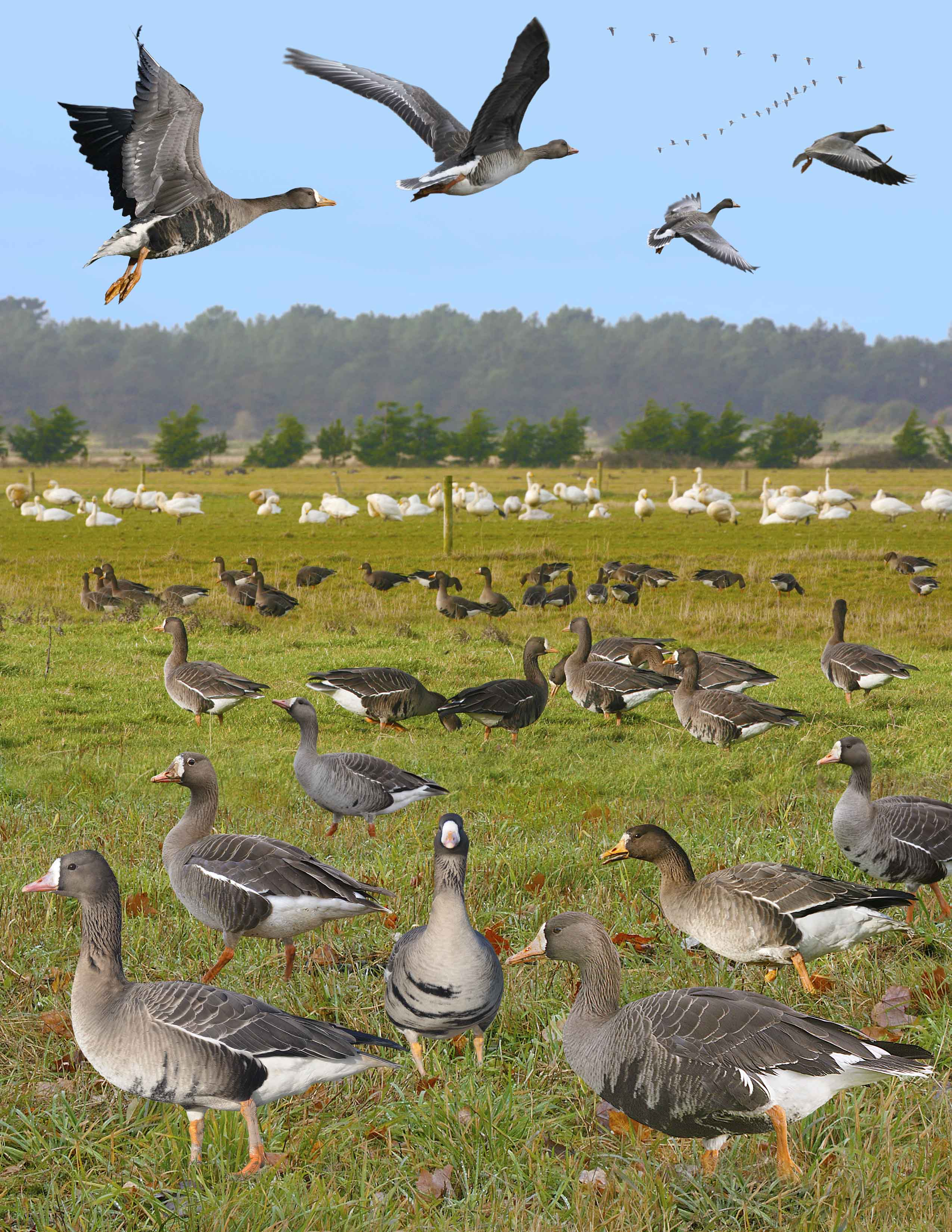
合成鑑識圖